# 김진숙 (노동조합인)
김진숙(1960년 7월 7일 ~ )은 대한민국의 노동운동가이다. 현재 전국민주노동조합총연맹 부산본부 지도위원이다.

## 활동
18살부터 보세공장 시다, 신문배달, 우유배달, 시내버스 안내양 등의 일을 했다.
1981년 10월 1일 대한조선공사 (현 한진중공업)에 대한민국 최초 여성 용접사로 입사해 일했다.
1986년 2월 18일 노조 대의원에 당선됐고, 당선 직후인 2월 20일 노조 집행부의 어용성을 폭로하는 유인물을 제작·배포했다는 이유로 3차례에 걸쳐 부산직할시 경찰국 대공분실에 연행돼 고문을 당했고 같은 해 7월 14일 징계해고됐다.
2009년 11월 2일 '민주화운동관련자명예회복 및 보상 심의 위원회'는 '한진중공업에서의 노조민주화 활동을 민주화 운동으로 인정함과 동시에 부당해고임'을 분명히 하면서 복직을 권고하였으나 사측은 이를 수용하지 않았다.
2010년 12월 15일, 경영 악화를 이유로 한진중공업 측이 생산직 근로자 400명을 희망퇴직시키기로 결정한 것에 반발하여, 2011년 1월 6일부터는 한진중공업 내의 85호 크레인에서 고공농성에 들어갔다.
[2011년 11월 10일, 노사 합의에 따라 309일간의 고공 농성을 마치고 크레인에서 내려왔다.
2020년 연내 매각을 목표로 하는 한진중공업에서 인력 감축이 추진되자, 이 움직임에 맞서 노동자들과 연대하는 의미로 6월부터 복직투쟁을 벌이고 있다.

## 저서
- "소금꽃나무" 후마니타스 2007년 ISBN 9788990106384

## 수상
- 2011년 제7회 박종철인권상
- 2020년 제34회 NCCK인권상

## 같이 보기
- 한진중공업 파업 사태